# (1422) Strömgrenia
(1422) Strömgrenia – planetoida z pasa głównego asteroid okrążająca Słońce w ciągu 3 lat i 136 dni w średniej odległości 2,25 au. Została odkryta 23 sierpnia 1936 roku w Landessternwarte Heidelberg-Königstuhl w Heidelbergu przez Karla Reinmutha. Nazwa planetoidy pochodzi od Elisa Strömgrena (1870–1947), duńskiego astronoma urodzonego w Szwecji. Przed nadaniem nazwy planetoida nosiła oznaczenie tymczasowe (1422) 1936 QF.